# 郭书红
郭书红（1967年—），河北枣强人，汉族，中华人民共和国政治人物、第十一届全国人民代表大会解放军代表。
毕业于海军工程大学数字通信专业，是中共党员。担任济南军区71799部队修理连工程师。2008年起担任全国人大代表。